# Afrodromia concolor
Afrodromia concolor är en tvåvingeart som beskrevs av Smith 1969. Afrodromia concolor ingår i släktet Afrodromia och familjen dansflugor. Inga underarter finns listade i Catalogue of Life.